# Marie Jaëll
Marie Christine Jaëll, geboren als Marie Trautmann (Steinseltz, 17 augustus 1846 – Parijs, 4 februari 1925) was een Frans componiste, muziekpedagoge en pianiste. Haar ouders waren Georges Trautmann, een boer en burgemeester van Steinseltz, en Christine Schopfer. Tot haar leerlingen behoorde vooral Albert Schweitzer, die toen (1898-1899) ook bij Charles-Marie Widor orgel studeerde.

## Levensloop

### Jeugd en opleiding
Trautmann kreeg als klein meisje pianoles van de leraar in haar dorp. Op 8-jarige leeftijd ging zij naar Stuttgart, om haar pianospel bij Fridolin B. Hamma te verbeteren. Op advies van Fridolin B. Hamma speelt zij op 14 december 1855 haar eerste openbare concert in een kleine concertruimte van een pianobouwer in aanwezigheid van de componist Ignaz Moscheles, die haar als groot talent beoordeelt. Bij een verder concert in Bad Wildbad oordeelt ook de luisteraar Gioacchino Rossini positief over het grote talent van de jonge pianiste. Haar moeder brengt haar in 1856 naar Parijs, om privé bij de componist Henri Herz, toen ook muziekpedagoog aan het Conservatoire national supérieur de musique in Parijs, te studeren. In 1862 werd zij eindelijk voor de studie aan het Conservatoire national supérieur de musique in Parijs toegelaten en behaalt aldaar nog in hetzelfde jaar een 1e prijs als uitvoerend pianiste. Tegelijkertijd begint zij een studie bij Louis Liebe in Straatsburg.

### Muzikale carrière en huwelijk
Haar moeder wijdde zich ook aan de ontwikkeling van de verdere muzikale carrière van haar wonderkind. Vanaf 1856 tot 1862 verzorgt zij 145 concerten bij reizen door Zwitserland, Duitsland, Engeland, maar ook door haar bakermat, de Elzas, en in Parijs. Op haar reizen raakt zij bekend met vele andere muzikanten en kunstenaars, bijvoorbeeld in Baden-Baden met Alfred Jaëll, een leerling van Carl Czerny, die door Koning George V van Hannover tot hofpianist benoemd was. In 1866 huwde zij Alfred Jaëll, de toen - naast Henri Herz en Léopold de Meyer - internationaal bekende Europese pianist en vriend van Franz Liszt, Johannes Brahms, Nikolaj Rubinstein en Camille Saint-Saëns in La Madeleine in Parijs. Vervolgens verzorgden zij samen een serie van concerten in West- en Centraal-Europa (Frankrijk, Duitsland, Engeland, Italië, Ierland, Nederland, België, Tsjechië, Hongarije), Scandinavië,  alsook in Rusland, waar zij werken van componisten zoals Johannes Brahms, Franz Liszt, Ludwig van Beethoven, Franz Schubert, Felix Mendelssohn Bartholdy en Carl Reinecke uitvoerden.
Na de Frans-Duitse Oorlog, waarna Elzas-Lotharingen Duits grondgebied werd, koos het echtpaar voor het Franse staatsburgerschap. Als gevolg nam Alfred ontslag als docent aan het conservatorium te Leipzig en als hoofd van de redactie van de door Robert Schumann opgerichte en uitgegeven Neue Zeitschrift für Musik. Het is achtbaar, dat iedereen van het muzikantenechtpaar haar carrière kon behouden, alhoewel in vele andere vergelijkbare huwelijken meestal de vrouw haar carrière eindigde, zoals bij de violist Joseph Joachim en de zangeres Amalie Joachim, geboren Schneeweiß. Alfred en Marie Jaëll werden van de muziekkritiek op ooghoogte beoordeeld.

### Componiste
In 1870 studeert zij compositie in cursussen bij César Franck en bij Camille Saint-Saëns. De publicaties van haar eerste composities omstreeks 1871 worden door Franz Liszt gesteund. Vele van haar werken worden tijdens de bijeenkomsten van de Société Nationale de Musique in Parijs als typische Franse muziek aangezien en kregen goede kritieken. Diverse werken worden al tijdens haar leven heel bekend, zoals de vierhandige walsen voor piano en haar twee concerten voor piano en orkest, maar ook haar strijkkwartet. Het 1e pianoconcert heeft zij aan Camille Saint-Saëns en haar 2e pianoconcert aan Eugène d'Albert opgedragen.
In 1882 overleed Alfred Jaëll in gevolg van diabetes mellitus. In hetzelfde jaar gaat haar Concert, voor cello en orkest, in première. Van 1883 tot 1885 is zij meerdere malen bij Franz Liszt in Weimar. In 1887 wordt zij met steun van Camille Saint-Saëns en Gabriele Fauré opgenomen in de befaamde Société des Compositeurs in Parijs. In 1891 en 1892 brengt zij in zes concerten het hele oeuvre voor piano van Franz Liszt ten gehore. In 1893 staan de 32 sonates voor piano van Ludwig van Beethoven op haar concertprogramma.
In 1895 begon zij met de ontwikkeling van een Methode voor piano op basis van de persoonlijke ervaringen, systematische zelfobservatie en persoonlijke interpretatie uit de data van psychologie en fysiologie, vooral om de traditionele - meest op technische vaardigheid uitgerichte - pianomethodes te vervangen. Zij studeerde psychologie aan de Sorbonne en werkte aan verschillende experimenten en onderzoeken van de directeur van het psychiatrisch ziekenhuis Hôpital Psychiatrique de Kremlin - Bicêtre Charles Féré, zelf een leerling van Jean-Martin Charcot, mee. De focus van haar methode ligt niet op de mechaniek, maar op de geestige discipline en het tactiele spelen. Voor haar is het contact van de vingertoppen met de toetsen, alsook de liniatuur van de vingerafdruk en de harmonische aaneenrijging en betrekking tussen de beroering en de ontstane toon belangrijk. Later kwamen er andere aspecten bij, zoals de binnenintensiteit en mentale visie.

## Composities

### Werken voor orkest
- 1879 Ossiane, symfonisch gedicht voor zangstem en orkest
- 1882 En route
- 1882 Romance, voor viool en orkest
- 1885 Voix du printemps, voor orkest
  1. Idylle
  2. Sur la grand’ route
- 1894 Les Jours pluvieux, voor piano en orkest
- 1917 Harmonies d’Alsace
- Dans la Chapelle

#### Concerten voor instrumenten en orkest
- 1877 Concerto n°1 in d mineur, voor piano en orkest
  1. Lento - Allegro
  2. Adagio
  3. Allegro con brio
- 1882 Concert, voor cello en orkest - opgedragen aan Jules Delsart
- 1884 Concert n°2 in c mineur, voor piano en orkest

### Muziektheater

#### Opera's
| Voltooid in | titel                     | aktes       | première   | libretto |
| ----------- | ------------------------- | ----------- | ---------- | -------- |
| 1878-1880   | Runéa (Mara, of: Ethione) | 3 bedrijven | onvoltooid |          |

### Vocale muziek

#### Werken voor koor
- 1872 Psaume LXV, voor gemengd koor - tekst: van de componiste
- 1879-1880 Am Grabe eines Kindes - Au tombeau d’un enfant, drie koren voor gemengd koor en orkest - tekst: van de componiste
  1. Das Grab
  2. Chor des Erdgeistes
  3. Chor der Engel
- 1885 Friede mit euch in d mineur, voor gemengd koor
- Sans titre, voor vijfstemmig gemengd koor en piano 
  1. Der Heimath grün gefilde ich seh’s aus fernem Land…
  2. Pièce pour 2 pianos - Andantino.

#### Liederen
- 1877 Götterlieder, voor zangstem en orkest - tekst: van de componiste
- 1877-1878 La Légende des Ours, voor sopraan en orkest (of piano)
  1. Folies d’ours
  2. Amour brûlant
  3. Désir ardent
  4. Amour involontaire
  5. Union malheureuse
  6. Épilogue
- 1880 5 Lieder, voor zangstem en piano - tekst: van de componiste
  1. Dein
  2. Der Sturm
  3. Die Vöglein
  4. Ewige Lieder
  5. Die Wang ist blass
- 1880 Quatre mélodies, voor zangstem en piano - tekst: van de componiste
  1. À toi
  2. Éternel amour
  3. Les petits oiseaux
  4. Le bonheur s’effeuille et passe
- 1893 La Mer, voor zangstem en piano - tekst: Jean Richepin
  1. Quatre heures du matin,
  2. Causeries de vagues
  3. Les papillons
  4. Baisers perdus
  5. En ramant
  6. Larmes
- 1893 Les Orientales, voor zangstem en piano - tekst: Victor Hugo
  1. Rêverie
  2. Nourmahal la Rousse
  3. Clair de lune
  4. Les tronçons du serpent
  5. Malédiction
  6. Voeu
  7. Le voile
- Le Catafalque, voor contra-alt (of mezzosopraan) en piano
- Les Heures, voor zangstem en piano - tekst: Camille Saint-Saëns
- Les Hiboux, voor zangstem en piano - tekst: Charles Baudelaire
- Recueil de chansons, voor zangstem en piano
  1. Le baiser - tekst: Guillaume de Larris «Dormir ! Dormir !»
  2. Un baiser - tekst: Roman de la Rose
  3. Le troupeau sans guide - tekst: Montpensier
  4. L’orage - tekst: Colardeau
  5. Souvenirs
  6. Je t’aimerai

### Kamermuziek
- 1875 Strijkkwartet in g mineur
- 1875 Kwartet in g mineur (1e versie), voor viool, altviool, cello en piano
- 1876 Kwartet in g mineur (2e versie), voor viool, altviool, cello en piano
- 1880 Trio, voor viool, cello en piano
- 1881 Fantaisie, voor viool en piano
- 1881 Sonate, voor viool en piano
- 1881/1886 Sonate, voor cello en piano[3]
- 1881 Trio. Dans un rêve, voor viool, cello en piano
- 1886? Adagio, voor altviool en piano
- 1886 Ballade, voor viool en piano

### Werken voor piano
- 1871 Deux méditations
- 1871 Feuillet d’album
- 1871 Impromptu
- 1871 Six petits morceaux
- 1871 Sonate
- 1871-1872 Six petits morceaux
- 1872 Bagatelles
- 1872 La Babillarde, Allegro voor piano
- 1874 Valses, voor piano vierhandig, op. 8[4]
- 1877 Harmonies imitatives
- 1880 Concert n° 1 in d mineur, reductie voor twee piano's van het "Concert n° 1 in d mineur" voor piano en orkest
- 1883 Six esquisses romantiques
- 1883 Six préludes
- 1885 Sphinx
- 1885 Voix du printemps, six morceaux voor piano vierhandig
- 1888 Deux valses mignonnes
- 1888 Prisme. Problèmes en musique
- 1888 Valses mélancoliques
- 1889-1892 Promenade matinale
- 1889 Valses mignonnes
- 1894 Les Beaux jour
- 1894 Les Jours pluvieux
- 1894 Paraphrase sur la lyre et la harpe de Saint-Saëns (Ode en 2 parties)
- 1894 Pièces pour piano
  1. Ce qu’on entend dans l’Enfer
  2. Ce qu’on entend dans le Purgatoire
  3. Ce qu’on entend dans le Paradis
- 1899 Chanson berçante
- 1899 Les Chasseurs
- 1899 Les Cloches lointaines
- Bouderie
- Conte de fée
- Egaré
- Papillons gris
- Pauvre mendiante
- Petite valse chantante
- Petits lutins
- Sept pièces faciles pour piano - Pour les enfants